# Ratko Delorko (Komponist)
Mario-Ratko Delorko (* 15. August 1959 in Hamburg) ist ein deutscher Pianist, Komponist, Autor und Dirigent.

## Leben
Delorko studierte an den Musikhochschulen in Düsseldorf, Köln und München Klavier, Komposition und Dirigieren. Seine eigenen Kompositionen umfassen Klavierwerke, Kammermusik, Orchesterwerke und elektronische. Von ihm liegen knapp 30 CD-Einspielungen als Pianist vor. Delorko konzertierte u. a. in der Berliner Philharmonie, der Hamburger Musikhalle, der Kölner Philharmonie, sowie der Alten Oper Frankfurt.
Ratko Delorko gibt Konzerte und Meisterkurse in Europa, USA und Asien. Er lehrt an der Hochschule für Musik und Darstellende Kunst, Frankfurt und schreibt Artikel für pianistische Fachmagazine. Außerdem leitet er Meisterkurse in Malaysia, Russland, Kroatien, Italien, den USA, Vietnam und China. Er gilt als Pionier für Online-Klavierunterricht (seit 2006) und als Experte für historische Tasteninstrumente mit der damit verbundenen Aufführungspraxis.
Sein Buch „Profi - Tipps - rund um das Klavier“ wurde 2015 vom Staccato-Verlag veröffentlicht. Sein neues Buch "Online-Klavierunterricht - klipp und klar" hat er 2021 im Zeitklang-Verlag veröffentlicht.

## Kompositionen
- Die Ey, Oper (1991) für Vokalisten, Computer, synthetische Klangerzeuger und Klavier, Libretto Kai Metzger, Uraufführung Düsseldorf 1991.
- ..später vielleicht dann die Heimkehr (1996) Oratorium für Sopran, Tenor, Sprecher, Klavier und synthetische Klangerzeuger
- Mörrfried-Lieder für Bariton & Klavier nach Texten von Kai Metzger (1998)
- Blattspiel (1996) für Oboe und Klavier
- Zeitklang, Zyklus für Klavier I & II (1984–1987)
- Sonate für zwei Klaviere (1991)
- MIDI-Sonate  für Audioforte-Flügel, Computer und synthetische Klangerzeuger (1993)
- Dorint-Suite (1997) für Klavier
- Otmar Alt-Sonate (1999) für Klavier
- Drei Spiele für Kinderklavier (1993)
- Blattgroteske für Contrafagott solo
- Bagatelle für Klavier oder Hammerflügel (2016)
- Silbersand und Silberland -  Weg und Einsichten des Pinguins für Klavier (2018)
- Minis für Klavier oder Hammerflügel (2019–2020)
- 31 Red Vignettes - Vignetten roter Reben für Klavier (2021–2022)
- 12 Treasured Tattoos - klassische Tattoos für Klavier (2022)